# القرية (حبيش)

تعديل مصدري - تعديل

القرية محلة تابعة لقرية بين الاكام، التابعة لعزلة جبل خضراء بمديرية حبيش إحدى مديريات محافظة إب في الجمهورية اليمنية، بلغ تعداد سكانها 70 حسب تعداد اليمن لعام 2004.